# Naoki Sanjūgo

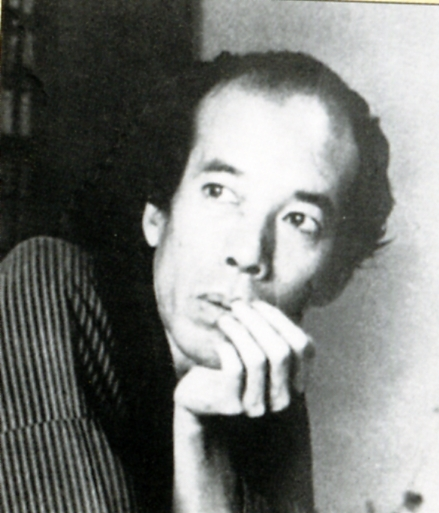
Naoki Sanjūgo, frühe 30er

Naoki Sanjūgo (japanisch 直木 三十五, bürgerlicher Name: Uemura Sōichi (植村 宗一); * 12. Februar 1891 in Andōji-machi, Minami-ku (heute: Chūō-ku), Osaka; † 24. Februar 1934 in der Präfektur Tokio) war ein japanischer Schriftsteller.

## Leben
Naoki studierte englische Literatur an der Waseda-Universität in Tokio, ohne jedoch einen Abschluss zu erlangen. Nach gescheiterten Versuchen, sich als Verleger selbstständig zu machen, kehrte er nach dem Kantō-Erdbeben von 1923 nach Osaka zurück. Hier arbeitete er für das Verlagshaus Platon als Herausgeber des Monatsmagazins Kuraku (苦楽).
In dieser Zeit entstanden seine ersten literarischen Werke. 1927 kehrte er nach Tokio zurück, um sich ganz auf seine schriftstellerische Tätigkeit zu konzentrieren. Sein historischer Roman Yui Kongen Taisakki (由比根元大殺記) erschien 1929 in Fortsetzungen in einer Wochenzeitschrift, und mit Nangoku Taiheiki (南国太平記) etablierte er sich als Autor von populärer unterhaltender Literatur.
Zwischen dem 31. und 35. Lebensjahr wechselte Naoki mehrmals seinen Künstlernamen, u. a. veröffentlichte er kritische Artikel unter dem Namen Sanju-ichi. Neben historischen Romanen wie Araki Mataemon (荒木又右衛門) und Odoriko Gyōjōki (踊子行状記) schrieb er auch Biographien historischer Figuren wie Kusunoki Masashige, Ashikaga Takauji und Genkurō Yoshitsune.
Nach Naokis Tod stiftete Kikuchi Kan 1935 den Naoki-Preis. Dieser neben dem Akutagawa-Preis bedeutendste Literaturpreis wird an Nachwuchsautoren auf dem Gebiet der populären Unterhaltungsliteratur vergeben.

## Werk (Auswahl)
- Fashizumu sengen (ファシズム宣言)
  - dt. Bekenntnis zum Faschismus, übersetzt von Bettina Gildenhard, in: hon'yaku. Heidelberger Werkstattberichte zum Übersetzen Japanisch-Deutsch, Heft 3 / März 2001, Japanologisches Seminar der Universität Heidelberg, S. 30–38